# Dhimma
La dhimma —de l'àrab ذمة, ḏimma, ‘proteccio’, ‘garantia’, ‘immunitat’, ‘seguretat’— és un pacte de protecció o una capitulació entre «Gent del Llibre» (ahl al-kitab) i musulmans pel qual els primers se sotmeten als segons, que passen a anomenar-se dhimmís. En virtut d'aquest pacte, els dhimmís poden mantenir els seus usos i costums (amb algunes restriccions) i reben protecció i empara de les autoritats musulmanes en relació amb enemics externs. A canvi, s'obliguen a pagar un impost de capitació (jizya) i, si es posseeixen terres, una contribució per aquestes (kharaj), de valor variable. També patien algunes restriccions en els seus drets civils, com ara l'obligació de dur vestits distintius o la prohibició d'algunes manifestacions religioses públiques.

## Conseqüències de ladhimma
Als tribunals de justícia islàmics la qualitat de dhimmí s'assimila a la de l'esclau o a la de la dona musulmana. El seu testimoni val la meitat que el d'un home lliure musulmà i no és admissible contra un musulmà. Aquest fet col·loca els dhimmís en una situació d'inferioritat que es deixa sentir especialment en cas de litigi. En contrapartida, els dhimmís no estan subjectes a la prestació de serveis al govern o l'exèrcit.
En aquest sentit, la dhimma limita la participació dels no musulmans a la vida pública: submissió a un impost particular, restriccions en llibertats individuals (obligació de l'ús de vestimentes distintives, prohibició de muntures nobles), familiars (estatut personal), econòmiques (restriccions en l'exercici d'alguns oficis), culturals (prohibició d'algunes expressions públiques de religiositat) i cíviques (prohibició d'assumir certs càrrecs administratius, polítics i militars) i els col·loca en la situació de ciutadans de segona.